# علم الاحياء الإنمائي للأسماك

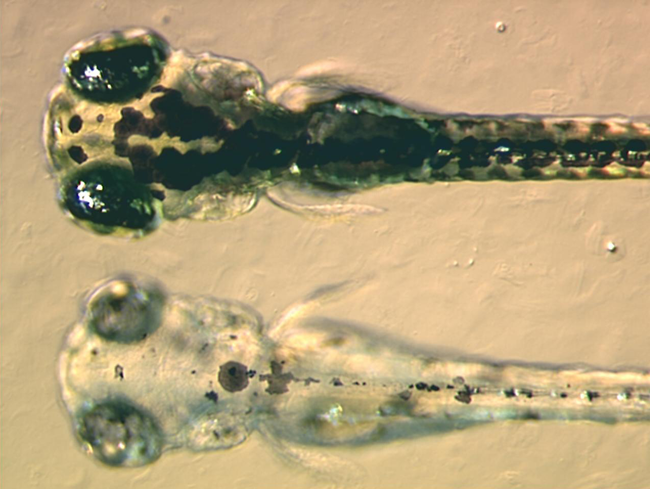
دانيو مخطط (دانيو ريريو).

يعتبرعلم الاحياء الإنمائي للأسماك فريدًا في بعض الجوانب المحددة مقارنة بتطور الحيوانات الأخرى.

## الانقسام
ويُشار إلى معظم بيض السمك العظمي باسم التيلوليسيثال الذي يعني أن معظم سيتوبلازم خلية البويضة هو صفار.  ويظل الطرف اللين من البيض (القطب النباتيّ) متجانساً بينما يخضع الطرف الآخر (القطب الحيواني) لانقسام الخلية.  يمكن أن يحدث الانقسام ، أو الانقسام الخلوي الأولي ، فقط في منطقة تسمى البلاستيDISC ، وهي منطقة خالية من الصفار تقع في القطب الحيواني للبيضة. إن الزيجوت السمكي هو عبارة عن صمغ متموج ، مما يعني أن الانقسامات الخلوية المبكرة لم تكتمل. يُطلق على هذا النوع من الانقسام الأرومي العضلي اسم القرصي لأن القرص الأُرْمِيّ هو الوحيد الذي يتكون منه الجنين. في الأسماك ، توجه موجات الكالسيوم عملية انقسام الخلية عن طريق تنسيق الجهاز الانقسامي مع الهيكل الخلوي للأكتين ، ونشر انقسام الخلية على طول السطح ، ويساعد في تعميق ثلم الانقسام ، وفي النهاية يتكون الغشاء بعد فصل البلاستوميرات.
يتم تحديد مصير الخلايا الأولى ، المسماة بالبلاستوميرات ، من خلال موقعها. يتناقض هذا مع الوضع في بعض الحيوانات الأخرى ، مثل الثدييات ، حيث يمكن لأي حيوان أن يتطور مع كل قسيم أرومي إلى أي جزء من الكائن الحي.  تمر أجنة الأسماك بعملية تسمى انتقال منتصف الأريمة والتي لوحظت حول الانقسام الخلوي العاشر في بعض أنواع الأسماك. بمجرد أن يبدأ نسخ الجينات اللاقحة ، يبدأ انقسام الخلايا البطيء ويمكن ملاحظة تحركات الخلية.  خلال هذا الوقت يتم تمييز ثلاث مجموعات من الخلايا. المجموعة الأولى هي طبقة صفار البيض المخلوي. تتشكل هذه الطبقة عندما تتحد الخلايا الموجودة في القطب النباتي للأديم الأرومي مع خلية الصفار تحتها. في وقت لاحق من التطور ، ستكون طبقة الصفار المخلوي مهمة في توجيه حركات الخلايا في المعدة. المجموعة الثانية من الخلايا هي الطبقة المغلفة التي تتكون من خلايا سطحية من الأديم المتفشي والتي تشكل في النهاية طبقة خلية ظهارية واحدة.  تعمل هذه الطبقة على حماية الجنين من خلال السماح للجنين بالتطور في محلول منخفض التوتر حتى لا تنفجر الخلية.  أخيرًا ، المجموعة الثالثة من الخلايا المتفجرة هي الخلايا العميقة. تقع هذه الخلايا العميقة بين الطبقة المغلفة وطبقة الصفار المخلوي وتؤدي في النهاية إلى تكوين الجنين المناسب. 

## تشكل الطبقة الجرثومية
بمجرد أن تغطي خلايا الأديم الأرومي ما يقرب من نصف خلية صفار البيض ، يحدث سماكة في جميع أنحاء حافة الخلية العميقة. يشار إلى السماكة على أنها الحلقة الجرثومية وتتكون من طبقة سطحية ، والأديم الظاهر الذي سيصبح الأديم الظاهر ، وطبقة داخلية تسمى الأديم السفلي والتي ستصبح الأديم الباطن والأديم المتوسط. عندما تخضع خلايا الأديم الأرومي للظلام حول صفار البيض ، يبدأ امتصاص الخلايا الموجودة على هامش الأديم الأرومي في تكوين الأرومة التحتانية. لا تفعل ذلك خلايا الأديم الظاهر أو الأديم الظاهر ، لكن الخلايا العميقة (الطبقة الداخلية من الخلايا) تفعل ذلك وتصبح الأديم المتوسط والأديم الباطن.

## تشكل المحور
بمجرد أن تصبح البويضة متعددة الخلايا وتؤسس طبقاتها الجرثومية مع الأديم الظاهر من الخارج ، يجب تحديد الأديم المتوسط في الوسط والأديم الباطن على محاور الجسم الداخلية من أجل التطور السليم. يجب تشكيل المحور الظهري البطني والبروتينات الرئيسية المعنية هي BMP و Wnts. يتكون كلا البروتينين في الأجزاء البطنية والجانبية للجنين النامي. يحفز BMP2B الخلايا على أن يكون لها مصائر بطنية وجانبية بينما يمكن لعوامل مثل chordin أن تمنع BMPs لتكبير الأنسجة الظهرية. Wnt8 يحفز المناطق البطنية والجانبية والخلفية من أنسجة الجنين. يحتوي Wnt أيضًا على مثبطات مثل noggin للسماح بتكوين الأنسجة الظهرية. من أجل المساعدة في التنمية الصحية للأسماك ، يوجد مركز منظم يسمى Nieuwkoop Center. يبدو أن تكوين المحور الأمامي والخلفي ناتج عن تفاعل FGFs و Wnt وحمض الريتينويك. عوامل FGFs وحمض الريتينويك و Wnts مطلوبة لتشغيل جينات الخلفية.

## تكون العصبية
يختلف العصب ، وهو تكوين الجهاز العصبي المركزي ، في الأسماك عنه في معظم الحبليات الأخرى. يعمل التقارب والتوسع في الأديم الظاهر على تجنيد الخلايا العصبية الافتراضية من الأديم الظاهر باتجاه خط الوسط حيث تشكل خلية عصبية. العرض العصبي هو مجموعة من السلائف العصبية التي تطور شقًا يشبه التجويف ليصبح الأنبوب العصبي في النهاية. يبدأ الأنبوب العصبي كحبل صلب يشكل الأديم الظاهر. ثم يغوص هذا الحبل في الجنين ويصبح مجوفًا ، مكونًا الأنبوب العصبي. تتناقض هذه العملية مع تلك الموجودة في الحبليات الأخرى ، والتي تحدث عن طريق نفخ الأديم الظاهر لتشكيل أنبوب مجوف.
على مر السنين ، أظهر التقدم في البحث أن تكوين الخلايا العصبية يعتمد على التفاعلات بين عوامل الإشارة الخارجية وعوامل النسخ الداخلية. الإشارات الخارجية المعنية هي BMP و Wnt و FGF وعوامل النسخ الذاتية مثل الجينات المتعلقة بـ SoxB1. تعمل البروتينات المفرزة مثل BMP ومضادها Noggin وchordin بشكل مسموح به لتحديد مصير الأنسجة العصبية في الأديم الظهري الظهري وتمكين تكوين الصفيحة العصبية.

## تحديد الجنس
يختلف تحديد الجنس في الأسماك من العوامل البيئية مثل درجة الحرارة إلى الآليات الوراثية. تحتوي بعض الأسماك على كروموسومات XX / XY والبعض الآخر يحتوي على ZZ / ZW. حتى الآن تم وصف جين واحد محدد ، DMRT1bY ، بأنه جين خاص بالجنس. يتم التعبير عن هذا الجين قبل أن تتمكن الغدد التناسلية من التطور والتمييز. تؤدي الطفرات في هذا الجين إلى عكس الجنس من ذكر إلى أنثى. بينما يلعب هذا الجين دورًا رئيسيًا في تحديد الجنس في بعض أنواع الأسماك ، فإن الأنواع الأخرى لها اختلافات في هذا الجين بالإضافة إلى بعض إصدارات جين Sox كما هو موضح في الزرد. أنواع كثيرة من الأسماك خنثى. بعضها ، مثل الكومبر المطلي (Serranus scriba) ، هي خنثى متزامن. هذه الأسماك لها مبيض وخصيتان ويمكنها إنتاج البويضات والحيوانات المنوية في نفس الوقت. البعض الآخر خنثى متسلسل. تبدأ هذه الأسماك حياتها كجنس واحد وتخضع لتغيير جنس مبرمج وراثيًا في مرحلة ما أثناء التطور. تحتوي الغدد التناسلية على كل من نسيج المبيض والخصية ، حيث يكون نوع واحد من الأنسجة هو السائد بينما تنتمي الأسماك إلى الجنس الآخر.

## الملاحظات
1. 1 2 3  Gilbert 2014.
2. 1 2  Gilbert 1994.
3. ↑  Kane & Kimmel 1993.
4. ↑  Fukazawa et al. 2010.